# DJ Jazzy Jeff
Jeffrey Allen Townes (Filadelfia, Pensilvania, 22 de enero de 1965), más conocido como DJ Jazzy Jeff, es un DJ y productor estadounidense de hip hop y R&B. Fue miembro del dúo DJ Jazzy Jeff & The Fresh Prince junto a Will Smith.
También participó en la serie El Príncipe de Bel-Air como Jazz, haciendo aparición en varios capítulos.

## Carrera
Townes obtuvo un trabajo como un repartidor de periódicos a la edad de siete años para ayudar a mantener a su familia. Una vez que creció, desarrolló una reputación como el Dj de la cuadra. Jazzy Jeff fue la característica del dúo DJ Jazzy Jeff & The Fresh Prince.

### Actuación
Cuando Smith entró en la televisión con el programa de El Príncipe de Bel-Air , Jazzy Jeff desempeñado a "Jazz", quien curiosamente era el mejor amigo de Will Smith en el show. A principios del show los dos personajes siempre mostraban un saludo a los demás con su firme apretón de manos (los movimientos de balanceo mediados de los cinco dedos, tronando los dedos medios y curvando las espaldas con ambos personajes diciendo "Pssh!"). Su marca dentro del show era ser físicamente expulsado de la casa del Tío Phil (interpretado por James L. Avery), gritando mientras iba volando por la puerta delantera. Cada vez que era expulsado de la casa, lleva la misma camisa; así que cuando llevaba la camisa, se sabía que sería expulsado de la casa.

### Música
Como dúo, tuvieron varias ventas de álbumes de oro y platino y sencillos a finales de la década de 1980 y principios de 1990, ellos de hecho ganaron el primer Grammy de la industria del rap presentado en 1989 por el álbum de Parents Just Don´t Understand.¨
Después del rompimiento de DJ Jazzy Jeff & Fresh Prince, Townes pasó a convertirse en un prominente productor de R&B, Soul, y Neo Soul. Entre los artistas que Jazzy Jeff ha ayudado a desarrollar son Jill Scott y Musiq. A pesar de que separarse de Will Smith como socios en la música, son mejores amigos y de vez en cuando trabajan juntos. Algunas canciones de Will Smith fueron producidos por Jeff Townes (Ex. Here He Comes), y ha actuado en algunas canciones de Will Smith como "So Fresh" and "Potnas".
Además, ha aparecido en varios videos musicales de Will Smith como "Will2K", "Freakin It", y "Party Starter". En algunas ocasiones, él aparece en presentaciones con Smith en conciertos en vivo, produciendo los sonidos de DJ.
Él, junto con DJ Cash Money, se acredita el Transform Scratch que es el movimiento típico de los Dj, al girar el disco en la tornamesa.
El 2 de julio de 2005, DJ Jazzy Jeff actuó con Will Smith en el concierto Live 8 en Filadelfia. De la misma manera se le reconoce por su colaboración en la música de Will en álbumes como "Comin' To The Stage" del álbum Lost and Found, o "Potnas" en su álbum Willennium
Sacó al mercado en el 2007 el álbum, The Return of the Magnificent la cual vuelve a las raíces del hip-hop con una mezcla de neo-soul. Este álbum contó con numerosas colaboraciones de la vieja escuela y nueva escuela del Hip-hop, artistas incluidos CL Smooth, Big Daddy Kane, Pos de De La Soul, Method Man, Peedi Crakk (un remake de Brand New Funk), Rhymefest, y Raheem DeVaughn.
En 2007, actuó con Rhymefest en el vídeo DJ Jazzy Jeff y el Fresh Fest dirigido por Konee Rok, en el que hace música en el estudio de grabación que tiene en su casa, con Rhymefest y en el cual revelan que están trabajando en un álbum juntos llamado "I'm the DJ, I'm the Rapper" / Soy el DJ, yo soy el Rapper.
En 2008 actuó nuevamente con su amigo Will Smith en la premier de la película del segundo, Hancock.
En el 2009 forma parte del videojuego de Activision, DJ Hero, al lado de otros dj´s como DJ AM, DJ Shadow, DJ Z-trip y Daft Punk entre otros, creando mixes exclusivas para el videojuego.

## Discografía

### Trabajo de solista como DJ Jazzy Jeff
- One cut in Battle of DJs / Álbum jamás sacado con Sony Records (1998)
- The Magnificent (2002)
- Soulheaven Presents Jazzy Jeff in the House (2004)
- The Soul Mixtape Groovin' Records USA (2005)
- Hip-Hop Forever II Rapster Records (2004)
- Hip-Hop Forever III BBE Records (2006)
- The Return of The Magnificent EP (2007)
- The Return of the Magnificent (2007) (disco de oro)
- The Return of Hip Hop EP (2007)

### Como DJ Jazzy Jeff & the Fresh Prince
- Rock the House (1986) (disco de oro)
- He's the DJ, I'm the Rapper (1988) (3 veces Platino)
- And in This Corner… (1989) (disco de oro)
- Homebase (1991) (Disco de Platino)
- Code Red (1993) (disco de oro)
- Greatest Hits (DJ Jazzy Jeff & the Fresh Prince (1998)
- Before The Willennium (1999)
- The Very Best of D.J. Jazzy Jeff & The Fresh Prince (2006)

### Varios
- 1991 - Deep, Deep, Trouble con Bart Simpson haciendo los remixes del disco The Simpsons Sing the Blues
- 1997 - Jazzy Jeff's Theme; del álbum Nuyorican Soul
- 1998 - When To Stand Up en colaboración con Eminem
- 1998 - I Don't Know de Slum Village (mezclando); del álbum Fantastic, Vol. 2
- 1999 - The Next Movement por The Roots (mezclando); del álbum Things Fall Apart
- 2004 - Mirrorball (DJ Jazzy Jeff Full Sole Remix) del álbum Everything But The Girl de Adapt or Die: 10 Years of Remixes
- 2005 - Papa Was A Rollin' Stone (DJ Jazzy Jeff & Pete Kuzma Solefull Mix)
- 2005 - Lost and Found (álbum de Will Smith) por Will Smith; produciendo la canción de entrada Here He Comes así como bastante de las mezclas de DJ.
- 2005 - Watch Me por Little Brother (mezclas); del álbum The Minstrel Show
- 2006 - Feel It (Jazzy Jeff Soulful Remix) por los Black Eyed Peas; del Renegotiations: The Remixes
- 2006 - Night in Tunisia (DJ Jazzy Jeff Remix) por Duke Jordan
- 2007 - NY Weather Report por Talib Kweli (mezclas); del álbum Eardrum
- 2008 - Get Busy por The Roots (mezclas); del álbum Rising Down
- 2008 - Bring It Back por Rhymefest (productor); del álbum El Che